# Трахенберзький план
Трахенберзький план — план ведення узгоджених бойових дій проти Наполеона, складений союзниками влітку 1813 року під час війни 6-ї коаліції за визволення Європи.
План пропонував уникати прямих зіткнень із військами під безпосереднім командуванням Наполеона. Це було результатом страху перед ореолом непереможності Наполеона, так і визнанням його переваги. Відповідно рекомендувалося битися з маршалами та генералами окремо, щоб таким чином послабити головні сили і добитися у вирішальному бою з Наполеоном багаторазової переваги. Рішення було прийнято після поразок під Лютценом і Бауценом. План був також необхідний для координації дій кількох союзних армій, що діють ізольовано в різних частинах Європи.
 … за порадою Бернадотта, колишнього наполеонівського маршала, а тепер, у 1813 році, як шведського принца-наступника — ворога Наполеона, Олександр I і союзні монархи прохали з'явитися до них на допомогу генерала Моро, талановитого полководця, якого 1804 року залучили і звинуватили у справі про змову проти Наполеона і якого Наполеон вислав тоді з Франції. … «Не нападайте на ті частини армії, де сам Наполеон, нападайте тільки на маршалів», — такою була перша порада генерала Моро Олександру і його союзникам. — Тарлє Є. В. Наполеон.
Остаточно план спрацював в Битві народів під Лейпцигом, де союзники досягли вирішального - чисельної переваги, і Наполеон зазнав розгромної поразки і був вигнаний з Німеччини. Вважається, що план був запропонований колишнім маршалом Наполеона Бернадотом.
План був складений у Трахенберзі (нині Жмігруд) 13 липня 1813 року.